# Platte waterwants
De platte waterwants (Ilyocoris cimicoides) is een insect uit de familie van de platte waterwantsen, ook wel zwemwantsen genaamd (Naucoridae). Omdat de oude wetenschappelijke geslachtsnaam vroeger Naucoris was, duikt deze nog weleens op in de literatuur.

## Beschrijving
De platte waterwants heeft een ovaal, plat lichaam, de achterpoten zijn altijd duidelijk te zien en de rode ogen zijn niet rond maar enigszins langwerpig waardoor ze gemeen lijken te kijken. Het zijn roofzuchtige jagers en naast de geelgerande watertor het geduchtste roofinsect in het water. In Nederland en België is de soort zeer algemeen, en makkelijk te herkennen aan het brede lijf en grote poten. De maximale lengte is ongeveer 16 millimeter. Zoals alle insecten heeft de platte waterwants drie paar poten, die allemaal anders van vorm zijn;
- De achterste poten zijn langer, breder en sterk behaard en worden gebruikt als roeispanen.
- De middelste poten zijn smaller en kleiner en licht behaard en hebben kleine klauwtjes.
- De voorste poten zitten vooraan bij de kop en zijn klein, scherp en tang-achtig.

## Voedsel
De voorste poten zijn geen kaken, hoewel ze er sterk op lijken en ook die functie vervullen en de prooi verknippen. Ze zijn zo krachtig dat een zwemwants zelfs bij een mens pijnlijke wonden kan toebrengen als hij wordt vastgepakt. De prooien die gevangen worden zijn soms twee keer zo groot als de wants zelf en omvat kleine vissen, kikkervisjes en waterinsecten en de larven ervan.

## Levenswijze
Platte waterwantsen zijn snelle en behendige zwemmers en hebben vleugels. Op het land kunnen ze juist in tegenstelling tot veel andere waterwantsen redelijk hard lopen en hierdoor hoeven ze ook niet te vliegen als een bron uitdroogt. Ze kunnen langere tijd op het land overleven omdat ze geen kieuwen hebben en niet snel uitdrogen.
Ademhalen doet de wants door het achterlijf net iets boven de waterspiegel te steken, de lucht wordt vastgehouden door kleine haartjes op de buikzijde van de wants die dan ook dichtbehaard is. De zwemwants leeft in stilstaand, schoon en liefst dichtbegroeid water.